# 阮文永
阮文永（占語名：Po Klan Thu，？—1829年），是一位賓童龍占婆君主，1822年至1829年在位。 
1807年（嘉隆六年）十月，阮文永被嘉隆帝任命為順城鎮副鎮。1822年（明命三年），正鎮阮文振逝世，嘉定總鎮黎文悅提議讓阮文振的兒子阮文承繼承正鎮之位，但明命帝希望讓Bait Lan繼承正鎮之位。Ja Lidong發動叛亂，擁立阮文永。阮朝派兵平叛，逮捕了阮文永，送往順化。Ja Lidong利用平順省的複雜地形不斷騷擾官軍，為了安撫人心，明命帝赦免了阮文永，送他回到順城鎮繼任正鎮之位，並给予他管理順城關防之印，令他平叛。
1826年（明命七年），Kai Nduai Bait率領平和諸蠻起兵反抗阮朝統治。阮文永率土兵跟從阮文桂調度，進兵討伐，平定叛亂。1829年（明命十年），阮文永逝世。當時明命帝尚未指定繼任人選，黎文悅就直接讓阮文承繼任正鎮之位。